# 全欧快车

全欧快车标志

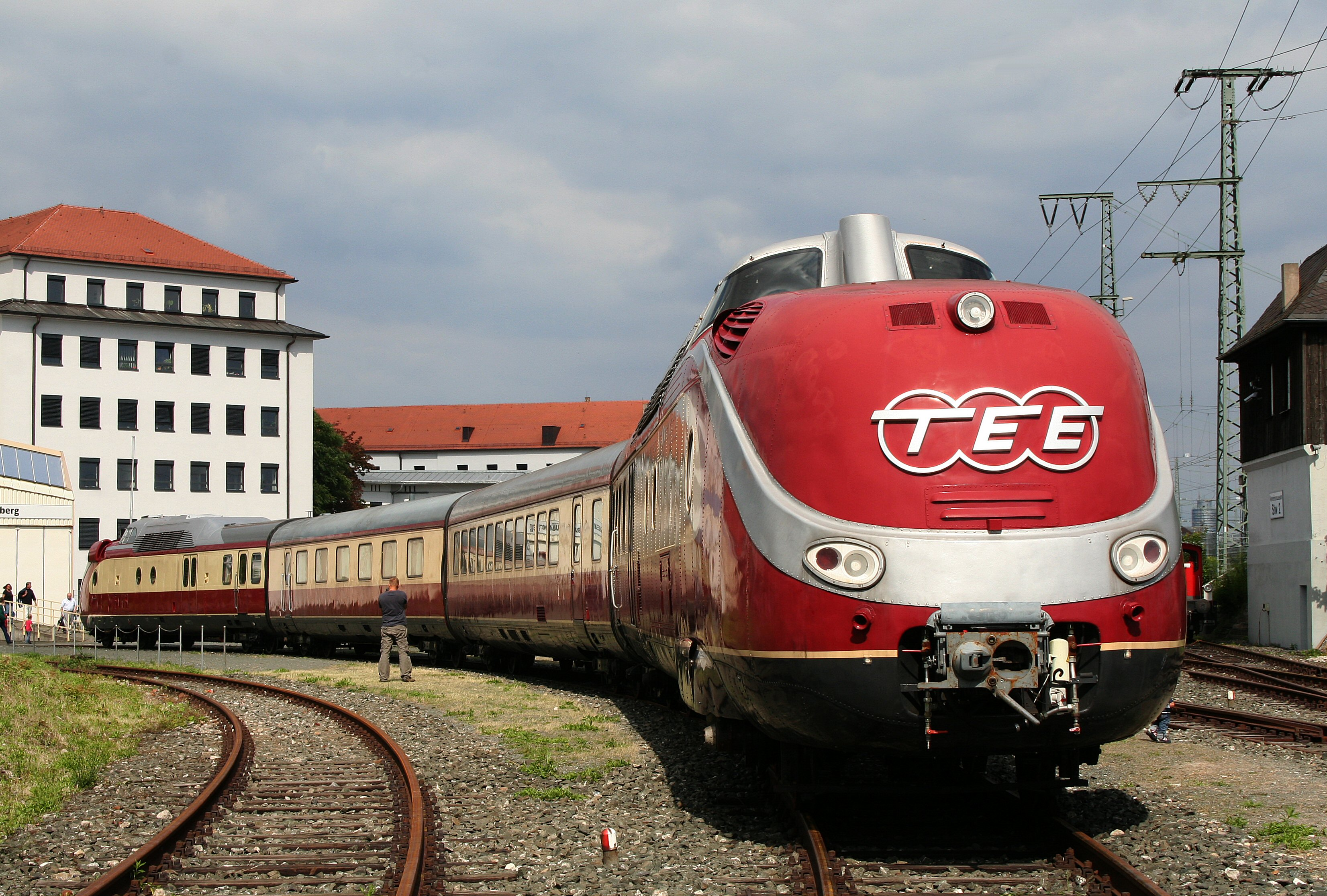
陈列于纽伦堡交通博物馆的TEEVT11.5型柴油动车组

全欧快车（英語：Trans Europ Express，简称：TEE）是自1957年至1987年间应用于欧洲经济共同体成员国、奥地利及瑞士的一个国际快速列车类别。该类别的一个显著特点是列车编组仅设一等车厢。在全盛时期，欧洲快车曾同时提供45对列车连接欧洲130座城市。1987年，该类别被欧城列车所取代。

## 历史
1954年，“全欧快车委员会（Trans-Europ-Express-Kommission）”在海牙成立，这是由时任荷兰铁路总裁的弗朗西斯·奎里安·邓·霍兰德（Franciscus Querien den Hollander）提議成立的。创始成员包括比利时（NMBS）、荷兰（NS）、联邦德国（DB）、法国（SNCF）、意大利（FS）、卢森堡（CFL）和瑞士（SBB）。西班牙（RENFE）也在随后加入。全欧快车旨在建立便捷及舒适的国际列车网络，以吸引商务人士以及其他的潛在旅客；并通过发展共通的列车以适应各国间不同的法规及系统要求。这些共通的车辆需要具备以下标准：
- 最高时速达140km/h的内燃动车组，轴重不超过18吨并运行流畅
- 仅设一等车厢，提供至少120个席别，每行不超过3个座位
- 车内配备厨房设施
- 具备在运行的同时可进行护照和海关检查的空间
- 使用同一的栗色+淡褐色涂装

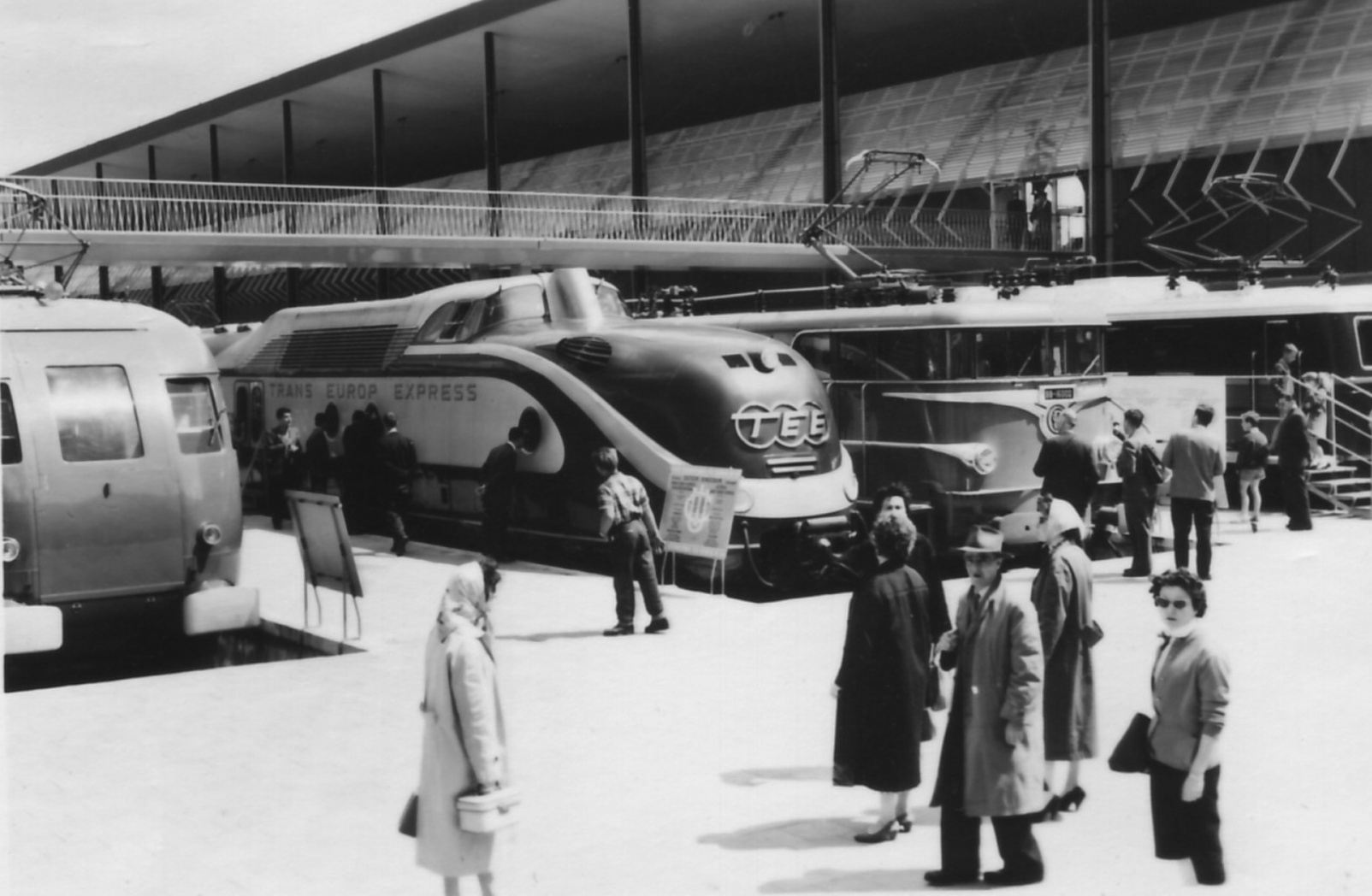
1958年在布鲁塞尔世界博览会中展出的TEE

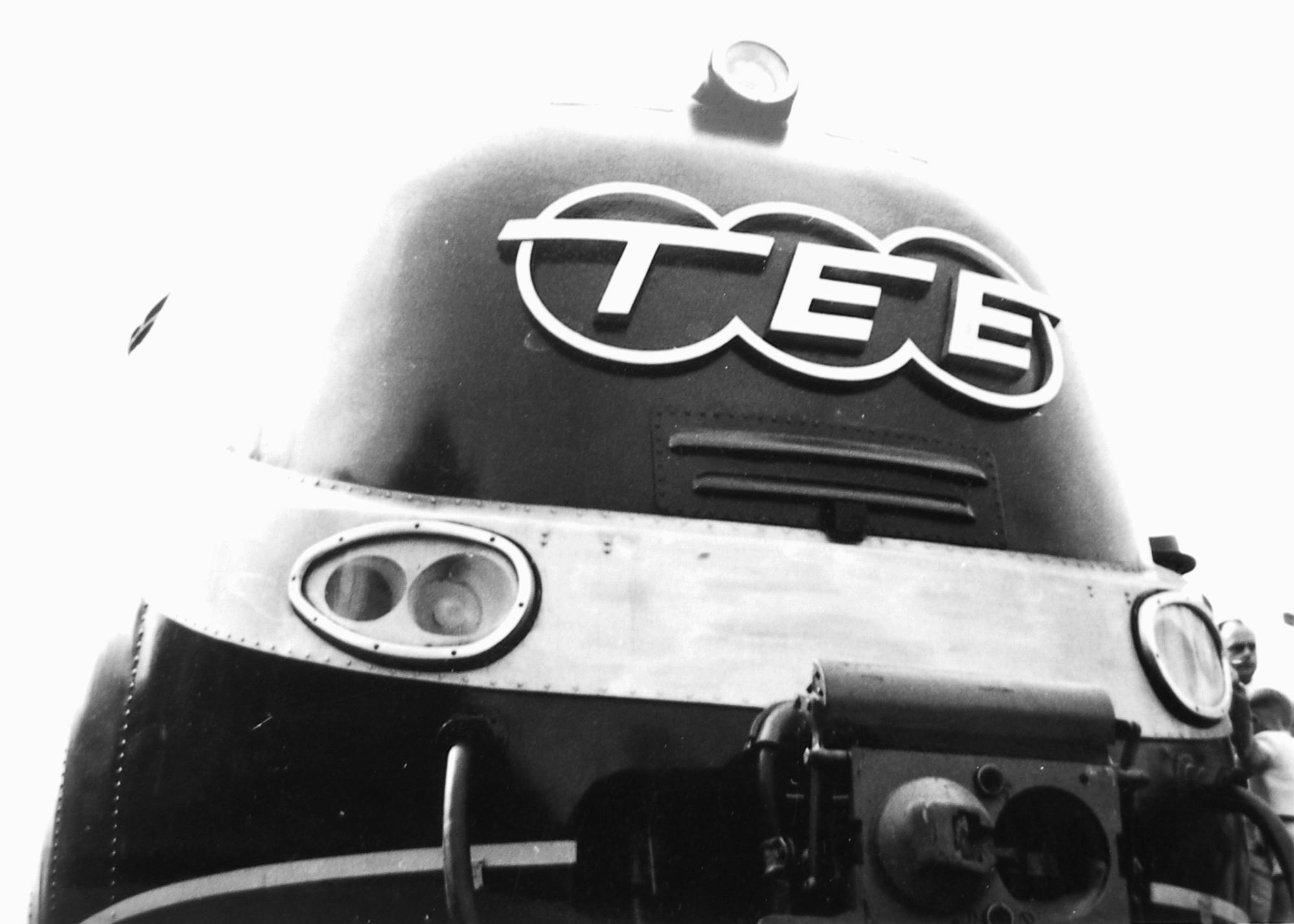
TEE动车组前脸

1957年，全欧快车正式投入服务。所有全欧快车会在原一等车厢的价格基础上还需收取额外的附加费用，其金额取决于所覆盖的距离。在可能的情况下，全欧快车的时刻编排可让商务旅客完成一天之内往返，并有时间在目的地进行商务活动。此外，每列全欧快车都会被命名，并都只提供快速服务，仅在各主要城市停靠。一些命名列车在此前便已存在，只是在1957年全欧快车确立后升级为新类别。例如莱茵之金号自1951年起便已投入服务。在1957年，全欧快车共提供13对列车服务于不同的线路。
全欧快车的初衷是拓展国际线路，但这一设想于1965年在法国的西北风号和西德的蓝龙胆号开行后而被摒弃。其后，全欧快车在法国、西德和意大利境内还开行了其它一些只于单一国家运营的列车服务，但大多数的全欧快车仍然维持跨境服务。
截至1974年，全欧快车网络达到其运营的顶峰，期间先后有西班牙（RENFE）、丹麦（DSB）和奥地利（ÖBB）三个国家加入。然而这3个成员中除了西班牙提供运营车辆外，其余两个国家仅有全欧快车通过其境，但铁路部门并不提供运营车辆。至1970年代末期，全欧快车网络共提供39对不同名称的列车服务于31条线路中。一些线路可能同时拥有几趟全欧快车，例如在巴黎－布鲁塞尔的线路上就同时设有4对全欧快车，于每天的不同时段内运行。
自1970年代末期开始，全欧快车逐渐被越来越多提供类似服务的其它列车所取代，同时这些列车还搭载二等车厢。商务旅客则开始更多的选择航空交通出行。1979年，德国联邦铁路调整列车网络，使用城际列车作为新的长途列车类别，并陆续停运了全欧快车服务以增开城际列车。法国于1981年开行TGV列车，服务网络逐渐扩大，缩着高速铁路的发展，全欧快车在欧洲其他国家也开始被其国内高速列车所取代。
至1984年，大多数的全欧快车都已停运，仅余若干国家（主要是）法国和意大利仍在提供极少数的国际列车服务。多数列车已被一个全新的国际化城际列车网络、并同时搭载一等和二等车厢的欧城列车所取代。1987年5月31日，欧城列车正式投入运作，并自该日起，除了哥达号（后在1988年9月也归类为欧城列车）外的所有跨境全欧快车都被归类为欧城列车或撤销。法国则仍保留了少数只在境内运行的全欧快车继续运营至1991年6月1日。
1993年9月，一些已被归类为欧城列车并搭载一等和二等车厢的前全欧快车，开始重新以全欧快车的名义执行巴黎－布鲁塞尔的不停站列车服务，但仍维持两舱别。这是巴黎－布鲁塞尔快车在使用TGV列车前，由布拉班特号、法兰西岛号、鲁本斯号和华托号4趟列车提供的过渡服务。至1995年，仍在使用全欧快车品牌仅余北行的法兰西岛号（85次）和南行的华托号（88次）列车，同名的反方向列车则已更换为TGV列车和等级。最后的两班全欧快车也在1995年5月29日由TGV列车取代，全欧快车这名称的正式用法被再度终结。而1993年-1995年间运营的这几趟巴黎－布鲁塞尔快车也成为全欧快车历史上唯一搭载二等车厢的列车。
2020年9月，德國計劃復闢泛歐快城際快車2.0網絡。短期內建議開辦的路線包括：
- 阿姆斯特丹–巴黎–巴塞羅那
- 布魯塞爾–柏林–華沙
- 阿姆斯特丹–法蘭克福–蘇黎世–羅馬
- 巴塞隆納–法蘭克福–柏林

新線路，例如布倫納基線隧道（奧地利-意大利），Fehmarn Link（丹麥-德國）和新斯圖加特–烏爾姆高速線（德國）。包括：
- 斯德哥爾摩–漢堡–巴黎
- 斯德哥爾摩–柏林–慕尼黑
- 羅馬–維羅納–慕尼黑–柏林
- 巴黎–慕尼黑–布達佩斯

還有一些關於夜間列車網絡的建議，該提議與德国联邦铁路的前城市夜線（CNL）網絡在2016年不再使用時非常相似。短期網絡目前由奧地利聯邦鐵路作為其夜捷列车（Nightjet）網絡的一部分進行運營，儘管擬議中的法蘭克福–里昂–巴塞羅那航線將提供直接鐵路服務，幾十年從長遠來看，建議的過夜路線包括從斯德哥爾摩出發的兩條路線，一條通往阿姆斯特丹和巴黎，另一條則通過布拉格到維也納和布達佩斯。

## 机车车辆

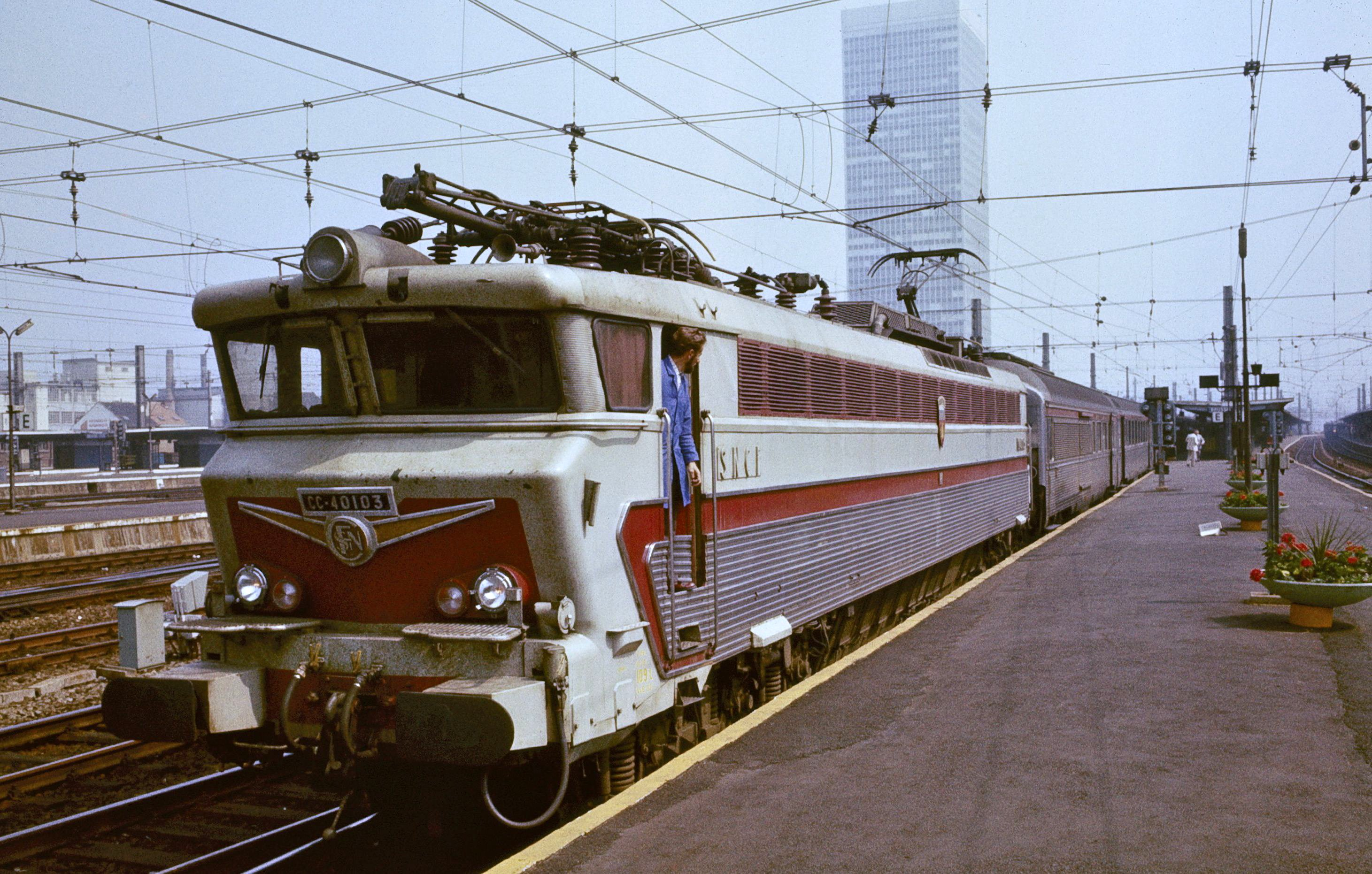
1979年运行于布鲁塞尔-巴黎间的TEE牵引机车。1970年代后多数TEE已由电联车改为电力机车

在运营初期，全欧快车网络为全柴油动力所覆盖。这是由于所涉及的国家拥有许多不同种类的电气化规范（电压及电流类型、交流电或直流电的区别），而使用柴油机车或柴油动车组在当时被认为可最大限度的加快边境的通过速度；另一个原因则是许多过境路段在当时尚未电气化。其中，法国的X2700/XRT7700型、意大利的ALn 442-448型、西德的VT08.5型和VT11.5型、以及荷兰和瑞士共同研发的RAm型/DE IV型成为各国首批运营的全欧快车车辆。此外，比利时在1964年才开始提供车辆，卢森堡则不提供车辆。
尽管如此，全欧快车的设立还是为能够在2个或以上的不同电压下运营的电力动车组和电力机车的发展提供了契机。1961年，瑞士联邦铁路的SBB RAe TEE II面世，成为第一款可适应多国电力系统的电力动车组。而为了配合日益增多的客流，法国国家铁路、比利时国家铁路和德国联邦铁路分别从1962开始为全欧快车引入更快速及现代化的多系统电力机车以及舒适度更高的一等车厢，以使全欧快车能在比荷盧三國關稅同盟、法国及西德间通行。其中西德主要使用时速达160km/h的E10.12和时速达200km/h的BR103；比利时最早于1962年开始使用能够处理3种不同电压的HLE15，随后在1966年和1973年又引入了4电压的HLE16和HLE18；与此同时，法国也在1964年至1970年间开发和引入了10台四重电压机车CC 40100。而其它机车则需要在埃默里希、巴塞尔、基亚索或布伦内罗等边境城市换挂。
至1975年，全部43列全欧快车除弓弩号和巴伐利亚号外，已全部以电力驱动，其中多数采用由电力机车牵引的机辆模式。

## 全欧快车列表

1957年夏季的TEE网络

1961年夏季的TEE网络

1965年夏季的TEE网络

1971年冬季的TEE网络

1974年冬季的TEE网络

1979年夏季的TEE网络

1984年夏季的TEE网络

1987年夏季的TEE网络

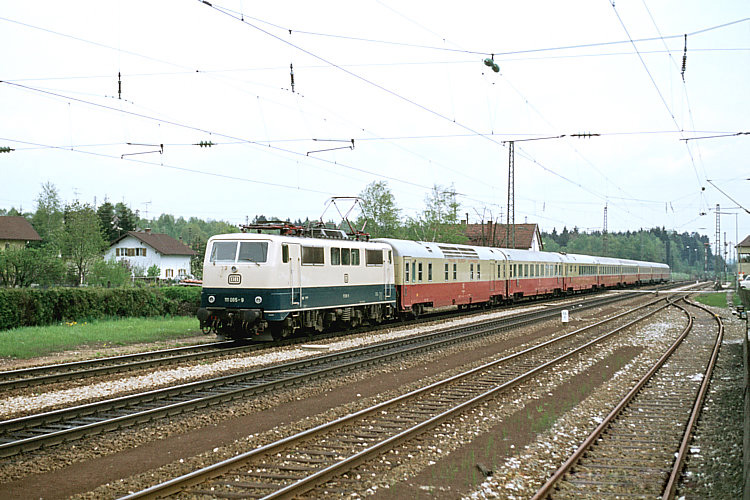
TEE梅迪奥拉姆号，1977年

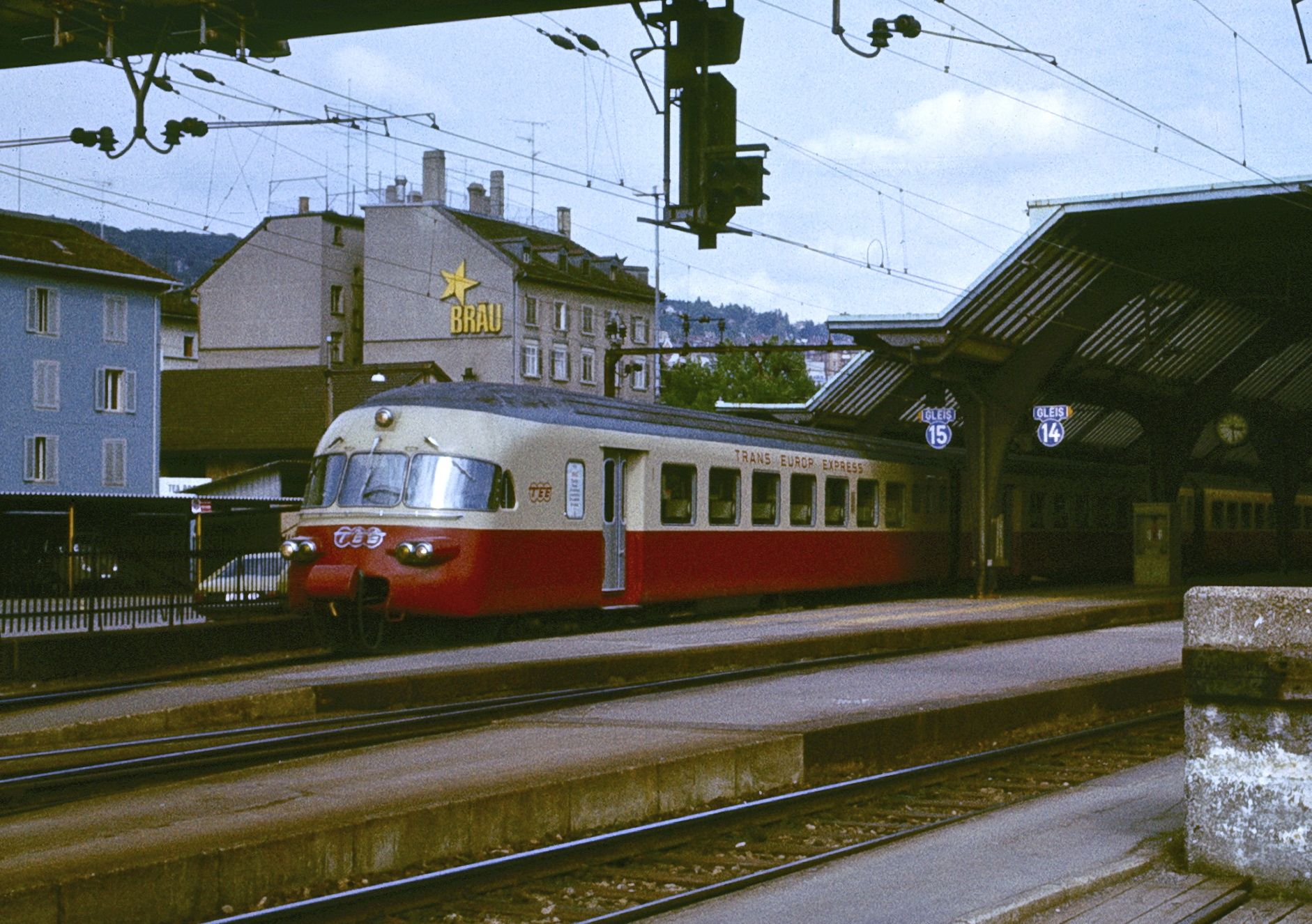
TEE伊里斯号，1979年

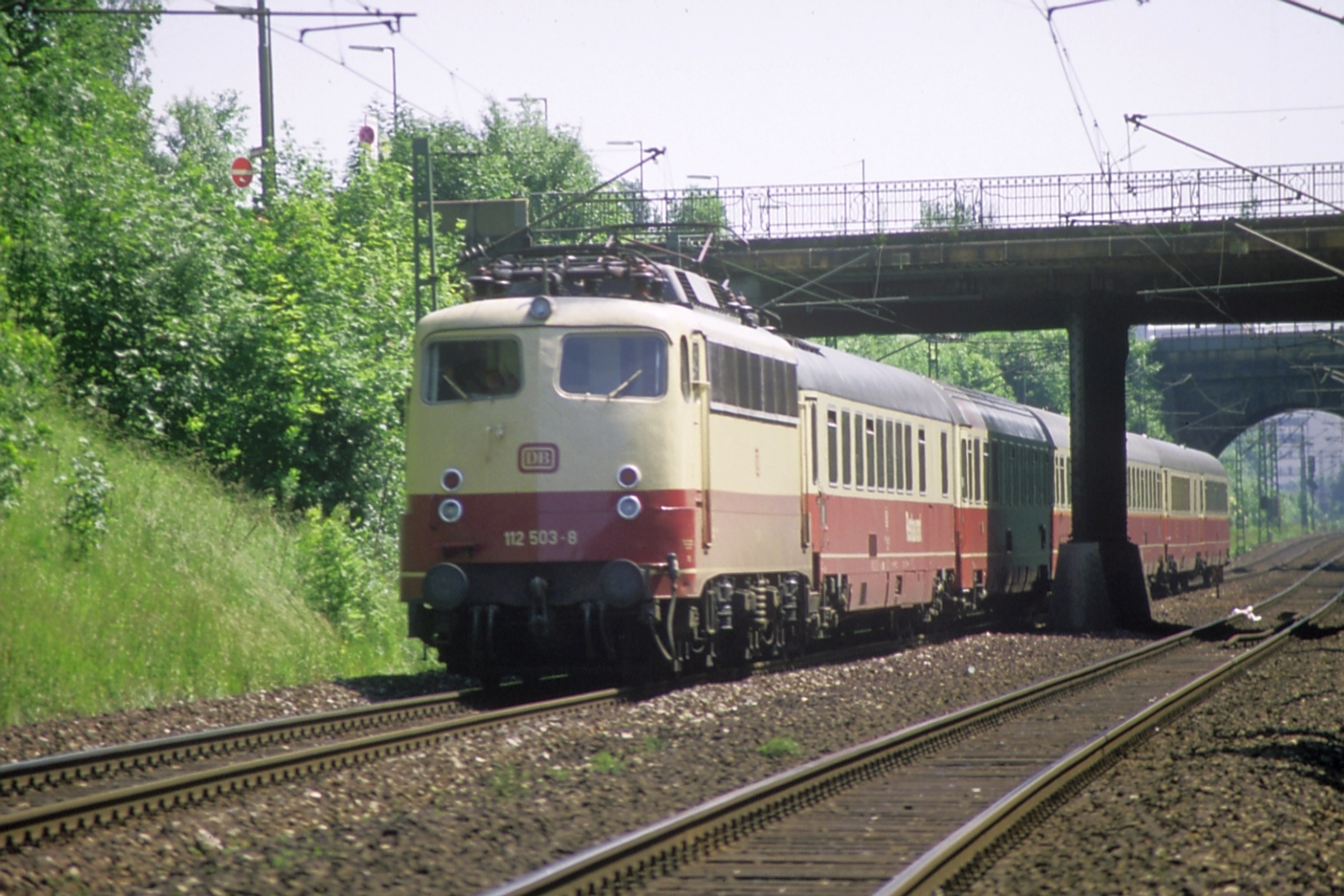
TEE莱茵的黄金号，1986年

| 车次                        | 名称                                    | 线路                             | 开行                           | 停运                         |
| --------------------------- | --------------------------------------- | -------------------------------- | ------------------------------ | ---------------------------- |
| TEE 92/93                   | 亞得里亞 Adriatico                      | 米兰 – 巴里                      | 1973.06.30                     | 1987.05.23                   |
| TEE 8/9                     | 阿爾伯特·史懷哲 Albert Schweitzer       | 多特蒙德 – 斯特拉斯堡            | 1980.06.02                     | 1983.05.27                   |
| TEE 78/79                   | 安波羅修 Ambrosiano                     | 米兰 – 罗马                      | 1974.05.26                     | 1987.05.30                   |
| TEE 1/2                     | 阿基坦 Aquitaine                        | 巴黎 – 波尔多                    | 1971.05.23                     | 1984.05.30                   |
| TEE 7/8 (后改为 64/65)      | 弓弩 L'Arbalète                         | 巴黎 – 苏黎世                    | 1957.06.02                     | 1979.05.26                   |
| TEE 88/89                   | 奧羅拉 Aurora                           | 罗马 – 雷焦卡拉布里亚            | 1974.05.26                     | 1975.05.31                   |
| TEE 14/15                   | 巴克科斯 Bacchus                        | 慕尼黑 – 多特蒙德                | 1979.05.28                     | 1980.05.30                   |
| TEE 66/67                   | 巴伐利亞 Bavaria                        | 苏黎世 – 慕尼黑                  | 1969.09.28                     | 1977.05.21                   |
| TEE 84/85                   | 布拉班特 Brabant                        | 巴黎 – 布鲁塞尔 – （阿姆斯特丹） | 1963.05.26                     | 1984.06.02                   |
| TEE 90/91                   | 藍龍膽 Blauer Enzian                    | 汉堡 – 慕尼黑 – （克拉根福）     | 30-05-1965                     | 26-05-1979                   |
| TEE 74/75                   | 卡比托勒（日班） Capitole du matin      | 巴黎 – 图卢兹                    | 1970.09.27                     | 1982.05.23                   |
| TEE 76/77                   | 卡比托勒（夜班） Capitole du soir       | 巴黎 – 图卢兹                    | 1970.05.27                     | 1984.09.29                   |
| TEE 70-71/72-73             | 加泰人塔爾高 Catalán-Talgo              | 日内瓦 – 巴塞罗那                | 1969.06.01                     | 1982.05.22                   |
| TEE 13/14 （后改为23/22）   | 齊薩爾平 Cisalpin                       | 巴黎 – 米兰 – （威尼斯）         | 1961.07.01                     | 1984.01.21                   |
| TEE 68/69                   | 科洛西姆 Colosseum                      | 罗马 – 米兰                      | 1984.06.03                     | 1987.05.30                   |
| TEE 36/37                   | 库克诺斯 Cycnus                         | 米兰 – 文蒂米利亚                | 1973.09.30                     | 1978.05.27                   |
| TEE 42/43                   | 鑽石（第一代） Diamant (I)              | 多特蒙德 – 安特卫普              | 1965.05.30                     | 1976.05.29                   |
| TEE 80/81                   | 鑽石（第二代） Diamant (II)             | 慕尼黑 – 汉堡                    | 1979.05.27                     | 1981.05.27                   |
| TEE 90/93                   | 雪绒花 Edelweiss                        | 阿姆斯特丹 – 苏黎世              | 1957.06.02                     | 1979.05.26                   |
| TEE 26/27                   | 伊拉斯謨 Erasmus                        | 慕尼黑 – 海牙                    | 1973.06.03                     | 1980.05.31                   |
| TEE 4/5                     | 軍旗 L'Étendard                         | 巴黎 – 波尔多                    | 1971.08.26                     | 1984.05.30                   |
| TEE 82/85                   | 北方之星 L'Étoile du Nord               | 巴黎 – 阿姆斯特丹                | 1957.06.02                     | 1984.06.26                   |
| TEE 34/35                   | 費代爾布 Faidherbe                      | 巴黎 – 图尔宽                    | 1978.10.02                     | 1991.06.01                   |
| TEE 16/17                   | 弗里德里希·席勒 Friedrich Schiller      | 多特蒙德 – 斯图加特              | 1979.05.27                     | 1982.05.19                   |
| TEE 14/15 （后改为18/19）   | 甘布里努斯 Gambrinus                    | 汉堡 – 慕尼黑                    | 1978.05.29                     | 1983.05.27                   |
| TEE 36/37                   | 加揚 Gayant                             | 巴黎 – 图尔宽                    | 1978.10.02                     | 1986.05.30                   |
| TEE 50/51                   | 歌德（第一代） Goethe (I)               | 法兰克福 – 巴黎                  | 1970.05.31                     | 1975.05.31                   |
| TEE 24/25                   | 歌德（第二代） Goethe (II)              | 法兰克福 – 多特蒙德              | 1978.05.27                     | 1983.05.27                   |
| TEE 58/59                   | 哥達 Gottardo                           | 苏黎世 – 米兰                    | 1961.07.01                     | 1988.09.24                   |
| TEE 28/29                   | 海因里希·海涅 Heinrich Heine            | 法兰克福 – 多特蒙德              | 1979.05.27                     | 1983.05.27                   |
| TEE 78/79                   | 赫爾維蒂亞 Helvetia                     | 苏黎世 – 汉堡                    | 1957.06.02                     | 1979.05.26                   |
| TEE 88/81                   | 法蘭西島（第一代） L'Île de France (I)  | 巴黎 – 阿姆斯特丹                | 1957.06.02                     | 1987.05.30                   |
| TEE 85/80                   | 法蘭西島（第二代） L'Île de France (II) | 巴黎 – 布鲁塞尔                  | 1993.09                        | 1995.05.28                   |
| TEE 91/92                   | 鳶尾花號 Iris                           | 苏黎世 – 布鲁塞尔                | 1974.05.26                     | 1981.05.30                   |
| TEE 30/31                   | 儒勒·凡爾納 Jules Verne                 | 巴黎 – 南特                      | 1980.09.28                     | 1989.09.22                   |
| TEE 60/61                   | 克萊貝爾 Kléber                         | 巴黎 – 斯特拉斯堡                | 1971.05.23                     | 1988.09.23                   |
| TEE 24/25                   | 萊芒 Lemano                             | 米兰 – 日内瓦                    | 1958.06.01                     | 1982.05.22                   |
| TEE 45/46                   | 利古里亞 Ligure                         | 米兰 – 阿维尼翁                  | 1957.09.12                     | 1982.05.22                   |
| TEE 12/13                   | 里昂內 Lyonnais                         | 巴黎 – 里昂                      | 1969.02.09                     | 1976.09.26                   |
| TEE 84/85                   | 米迪奧拉姆 Mediolanum                   | 慕尼黑 – 米兰                    | 1957.10.15                     | 1984.06.02                   |
| TEE 86/79                   | 梅姆林 Memling                          | 巴黎 – 布鲁塞尔                  | 1974.09.29                     | 1984.06.01                   |
| TEE 34/35                   | 墨丘利 Merkur                           | 斯图加特 – 哥本哈根              | 1974.05.26                     | 1978.05.27                   |
| TEE 10/11                   | 西北風 Le Mistral                       | 巴黎 – 尼斯                      | 1965.05.30                     | 1981.09.26                   |
| TEE 23/24                   | 仙尼斯峰 Mont Cenis                     | 里昂 – 米兰                      | 1957.06.02                     | 1972.09.30                   |
| TEE 40/41                   | 莫里哀 Molière                          | 巴黎 – 科隆                      | 1973.06.03 (由巴黎-魯爾號更名) | 1979.05.25                   |
| TEE 80/89                   | 青鳥 L'Oiseau Bleu                      | 巴黎 – 布鲁塞尔                  | 1957.06.02                     | 1984.06.02                   |
| TEE168 / 185 (后改为 40/41) | 巴黎-魯爾 Paris–Ruhr                    | 巴黎 – 多特蒙德                  | 1957.06.02                     | 1973.06.01 (改名莫里哀號)    |
| TEE 32/33                   | 帕西法爾 Parsifal                       | 巴黎 – 汉堡                      | 1957.09.29                     | 1979.05.26                   |
| TEE 26/27                   | 歐根親王（第一代） Prinz Eugen (I)      | 不来梅 – 维也纳                  | 1971.09.25                     | 1976.05.29                   |
| TEE 26/27                   | 歐根親王（第二代） Prinz Eugen (II)     | 汉诺威 – 维也纳                  | 1976.05.30                     | 1978.05.27                   |
| TEE 10/11                   | 倫勃朗 Rembrandt                        | 慕尼黑 – 阿姆斯特丹              | 1967.05.28                     | 1983.05.28                   |
| TEE 6/7                     | 莱茵之金 Rheingold                      | 阿姆斯特丹 – 日内瓦              | 1965.05.30                     | 1987.05.30                   |
| TEE 16/17                   | 莱茵之金 Rheingold                      | 阿姆斯特丹 – 慕尼黑 - 萨尔茨堡   | 1982.05.23                     | 1987.05.30                   |
| TEE 21/22                   | 萊茵之箭 Rheinpfeil                     | 多特蒙德 – 慕尼黑                | 1965.05.30                     | 1971.09.25                   |
| TEE 23/22                   | 萊茵-美因 Rhein–Main                    | 法蘭克福 – 阿姆斯特丹            | 1957.06.02                     | 1972.05.27 (改名范·貝多芬號) |
| TEE 74/75                   | 羅蘭（第一代） Roland (I)               | 不来梅 – 米兰                    | 1969.06.01                     | 1979.05.26                   |
| TEE 90/91                   | 羅蘭（第二代） Roland (II)              | 不来梅 – 斯图加特                | 1979.05.28                     | 1980.05.29                   |
| TEE 78/79                   | 鲁本斯 Rubens                           | 巴黎 – 布鲁塞尔                  | 1974.09.29                     | 1987.05.27                   |
| TEE 16/17                   | 罗纳河 Rhodanien                        | 巴黎 – 马赛                      | 1971.05.23                     | 1978.09.29                   |
| TEE 28/29 （后改为20/21）   | 藍寶石 Saphir                           | 法兰克福 – 布鲁塞尔              | 1957.06.02                     | 1979.05.26                   |
| TEE 68/69                   | 方块七 Settebello                       | 罗马 – 米兰                      | 1974.05.26                     | 1984.06.02                   |
| TEE 62/63                   | 斯坦尼斯瓦夫 Stanislas                  | 巴黎 – 斯特拉斯堡                | 1971.05.24                     | 1982.09.25                   |
| TEE 83-86/87-88             | 提契诺 Ticino                           | 苏黎世 – 米兰                    | 1961.07.01                     | 1974.05.25                   |
| TEE 22/23                   | 范·貝多芬號 Van Beethoven               | 法兰克福 – 阿姆斯特丹            | 1957.06.02                     | 1979.05.26                   |
| TEE 94/95                   | 维苏威 Vesuvio                          | 米兰 – 那不勒斯                  | 1973.09.30                     | 1987.05.30                   |
| TEE 38/39                   | 華托（第一代） Watteau (I)              | 巴黎 – 图尔宽                    | 1978.10.02                     | 1991.06.01                   |
| TEE 89/88                   | 華托（第二代） Watteau (II)             | 巴黎 – 布鲁塞尔                  | 1993.09                        | 1995.05.28                   |

注
1. ↑  慕尼黑至克拉根福段仅在1969-1979年间于夏季及冬季时刻表中运行，并于1979年4月2日停运。
2. ↑  米兰至威尼斯段仅在1974年-1979年夏季运行。
3. ↑  1973年-1975年夏季延长至伊倫终到和昂代始发。
4. ↑  自1984年6月2日起仅在巴黎-布鲁塞尔间运行。
5. ↑  初始的西端终点站为马赛（车次151/156或27/28），1969年起延长至阿维尼翁。
6. ↑  伯尔尼-日内瓦段于1980年4月6日停运，1980年秋季重开并只在冬季时刻表运行。巴塞尔-日内瓦段于1982年停运。尽管如此，在巴塞尔仍可通过直通车厢附挂在普通列车中继续前往库尔及米兰，直至1985年止。
7. ↑  莱茵的黄金慕尼黑线为联运车厢在曼海姆解挂后单独前往慕尼黑，1985年以前仅在夏季运营，其后改为全年运营。并在1985年及1986年的夏季时刻表中延长至萨尔茨堡。